# 秋悦院
秋悦院（しゅうえついん、生没年不詳）は、戦国時代の女性。尾張上4郡の守護代・織田信安の正室。織田信定の娘で織田信秀の妹。織田信長の叔母に当たる。信安が尾張岩倉城主であった事から、通常は岩倉殿（いわくらどの）と称される。法名を秋悦院太雪妙慶と言い、秋悦院は院号。

## 略歴
織田家の傍流である弾正忠家から総領格で嫡流の伊勢守家の信安に嫁いだが、時期に関しては不明。
信安には信賢、信家らの子がおり、生母は彼女と見られている。
弘治2年（1556年）、信安は突如隠居して岩倉城を去って美濃白金に移ったが、これに彼女も同行したようである。信賢と信家は跡目争いを起こし、信賢が継いだ。信賢は斎藤義龍を結んで、尾張統一を目指す信長に抗したが、永禄2年（1559年）に岩倉城を攻められて滅ぼされた。この時、まだ彼女は健在で無事であったようである。

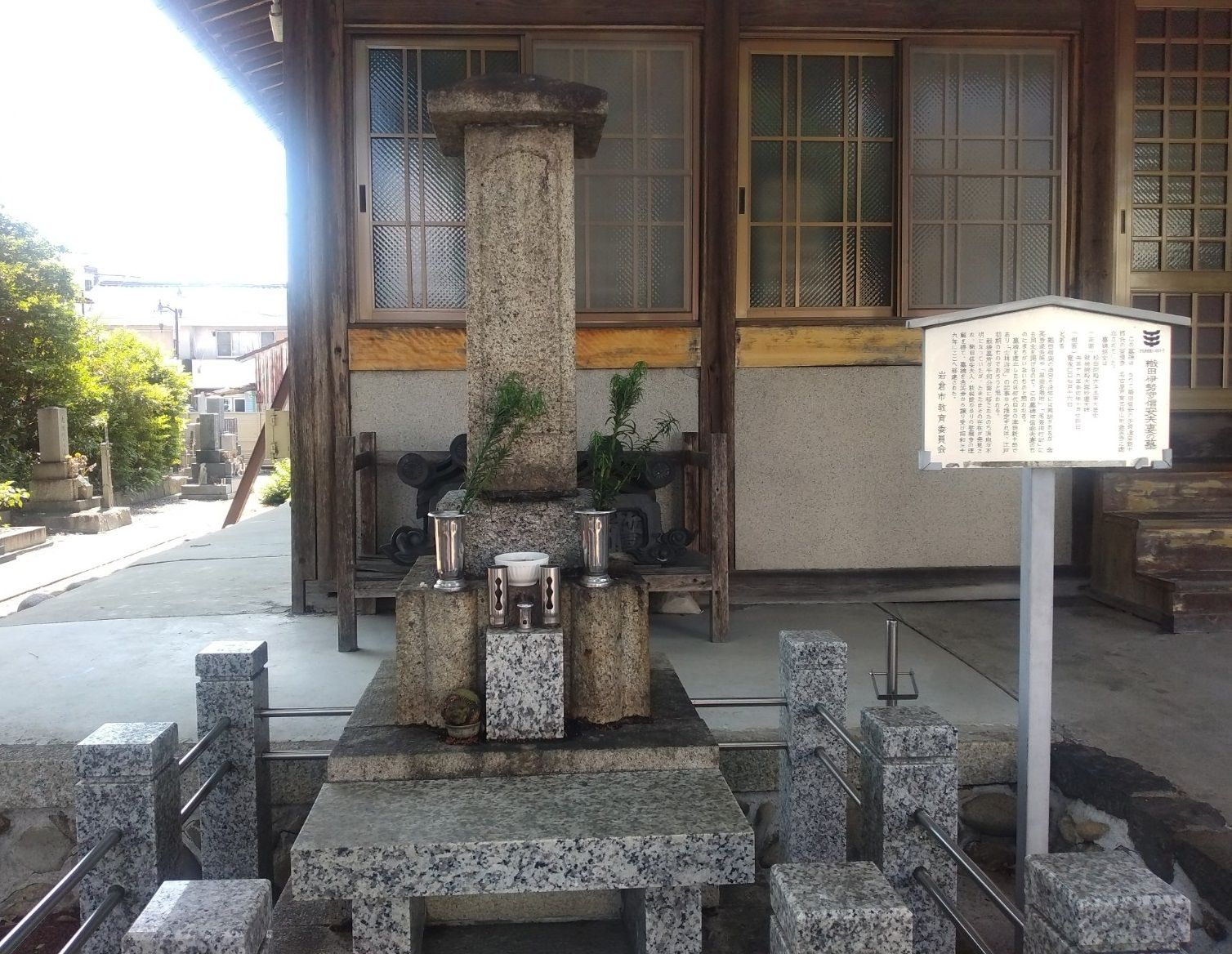
織田信安夫妻の墓(岩倉市指定史跡・誓願寺)

没年などは不明であるが、墓所は岩倉市の誓願寺にある。